# Konak de Gospodar Vasin à Kraljevo
Le konak de Gospodar Vasin à Kraljevo (en serbe cyrillique : Господар Васин конак у Краљеву ; en serbe latin : Gospodar Vasin konak u Kraljevu) se trouve à Kraljevo, dans le district de Raška, en Serbie. Il est inscrit sur la liste des monuments culturels de grande importance de la république de Serbie (identifiant no SK 482),,.

## Histoire

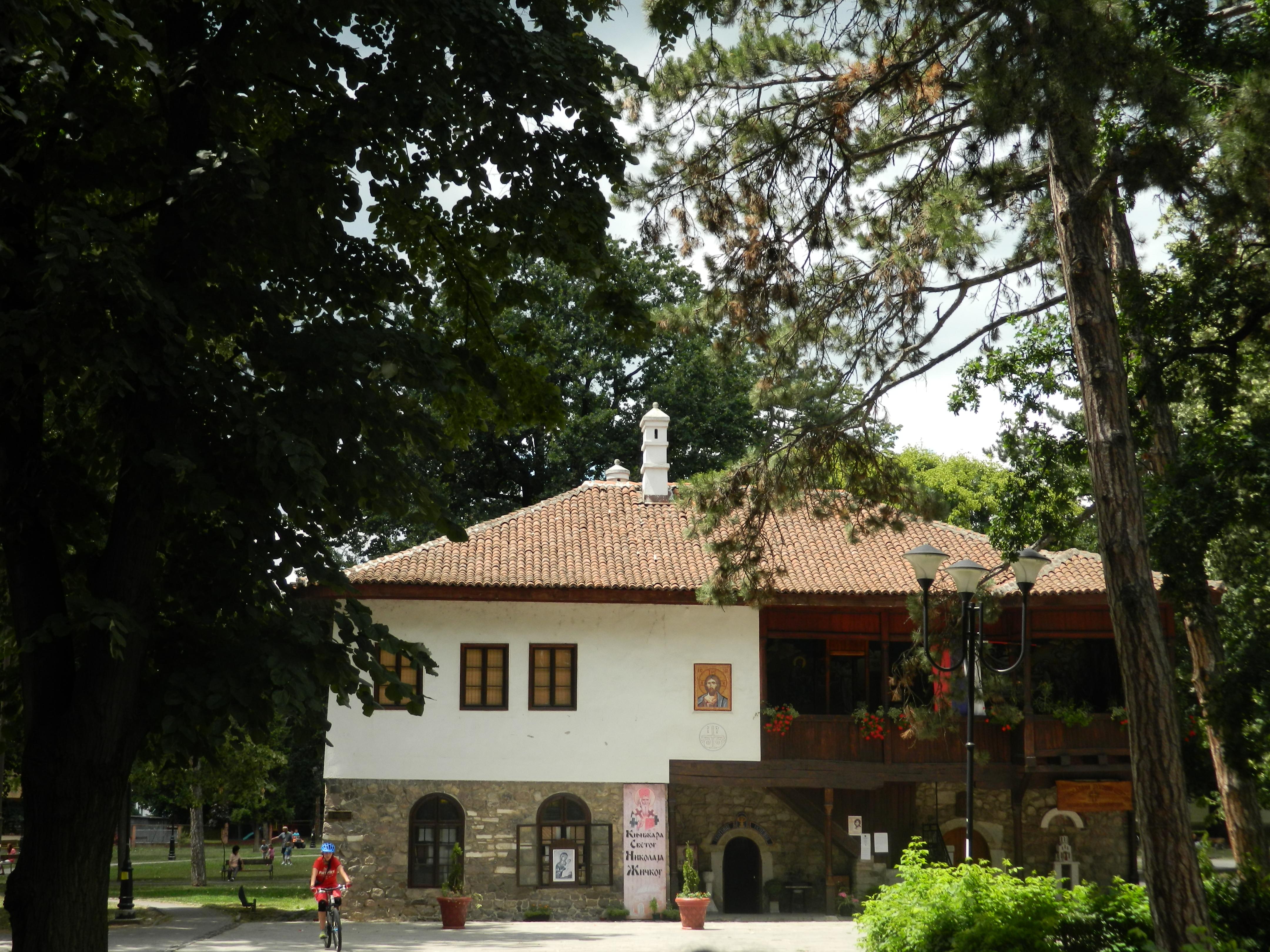
Autre vue du konak.

Le konak est situé 1 rue Karađorđeva. Deux hypothèses ont été formulées au sujet de sa construction. La première considère qu'après que les Obrenović eurent bâti une église à Kraljevo, l'évêque Janićije a construit un konak pour héberger la famille princière lors de son séjour dans la ville ; selon la seconde, le konak aurait été construit en 1826 par le prince Miloš lui-même, pour servir de résidence officielle au prince Vasa Popović qui dirigeait la nahija de Kraljevo,. La dénomination de konak de Gospodar Vasin provient de ce prince qui était un parent de la princesse Ljubica Obrenović, la femme du prince Miloš ; Vasa Popović était un ami de Mateja Nenadović et de Vuk Stefanović Karadžić qu'il a aidé à collecter de vieux poèmes populaires.
On sait de manière sûre qu'à partir de 1833 le konak servait de résidence à l'évêque Janićije, et le voyageur autrichien Felix Kanitz appelle encore ce konak « la résidence de l'évêque ». Il a été le siège de l'éparchie de Žiča jusqu'en 1941, siège qui a ensuite été transféré au monastère de Žiča,.

## Architecture

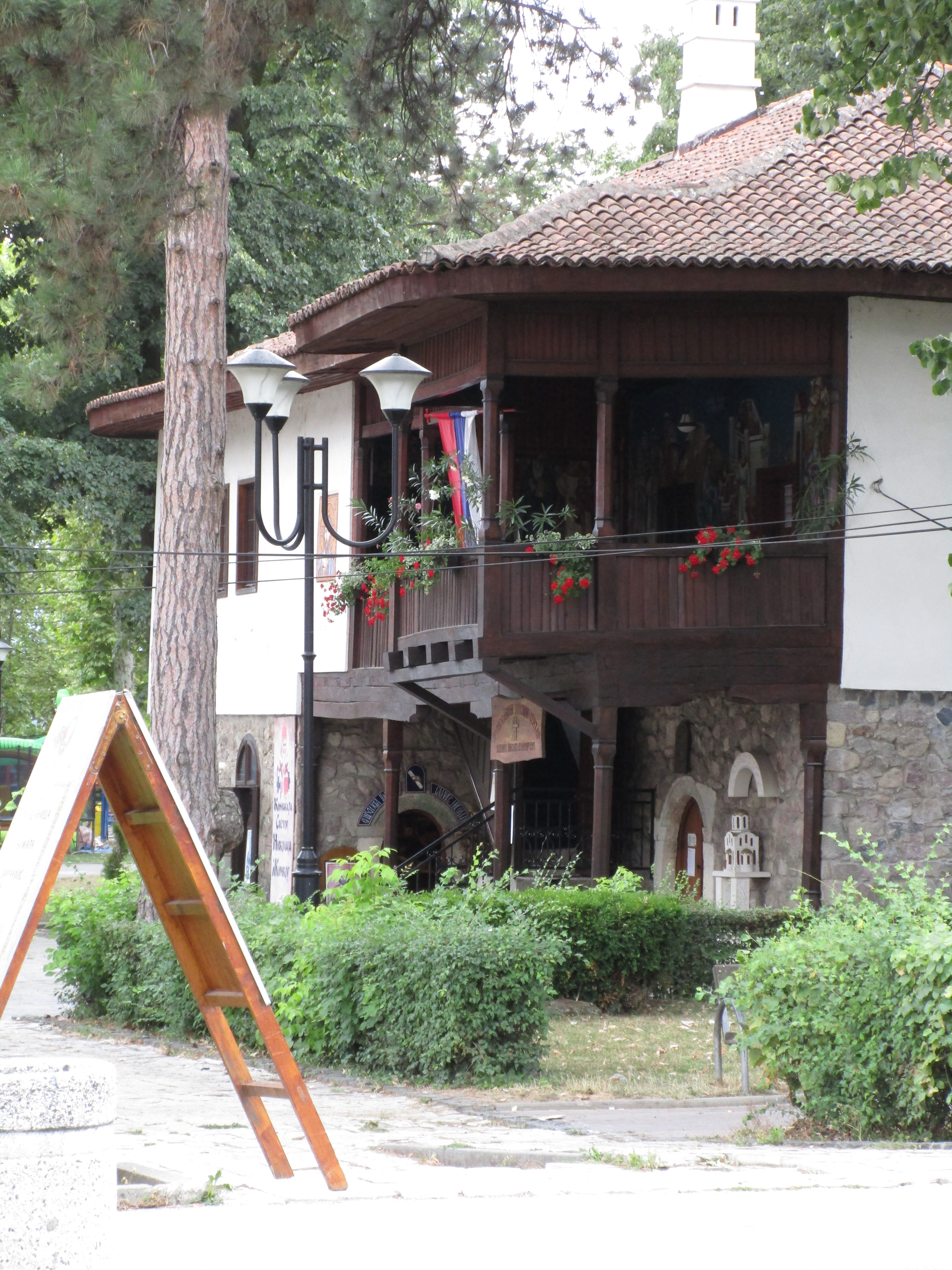
Détail du doksat.

De plan essentiellement rectangulaire, le konak mesure 18,45 × 12,20 m ; il est constitué d'un rez-de-chaussée et d'un étage,. Le rez-de-chaussée est en pierres et le premier étage est construit selon la technique des colombages ; le toit à quatre pans est recouvert de tuiles,.
Au rez-de-chaussée, un porche-galerie conduit à une odžaklija, c'est-à-dire une pièce dotée d'un foyer ; à ce niveau se trouvent également quatre pièces qui servent d'annexes,. Le premier étage est accessible par des escaliers qui étaient autrefois en bois ; ces escaliers conduisent à un porche-galerie ouvert et à un doksat (sorte d'avancée formant terrasse, encore appelée divan),.
Le bâtiment a connu de nombreux changements au fil du temps et des travaux de restauration y ont été réalisés en 1950,.

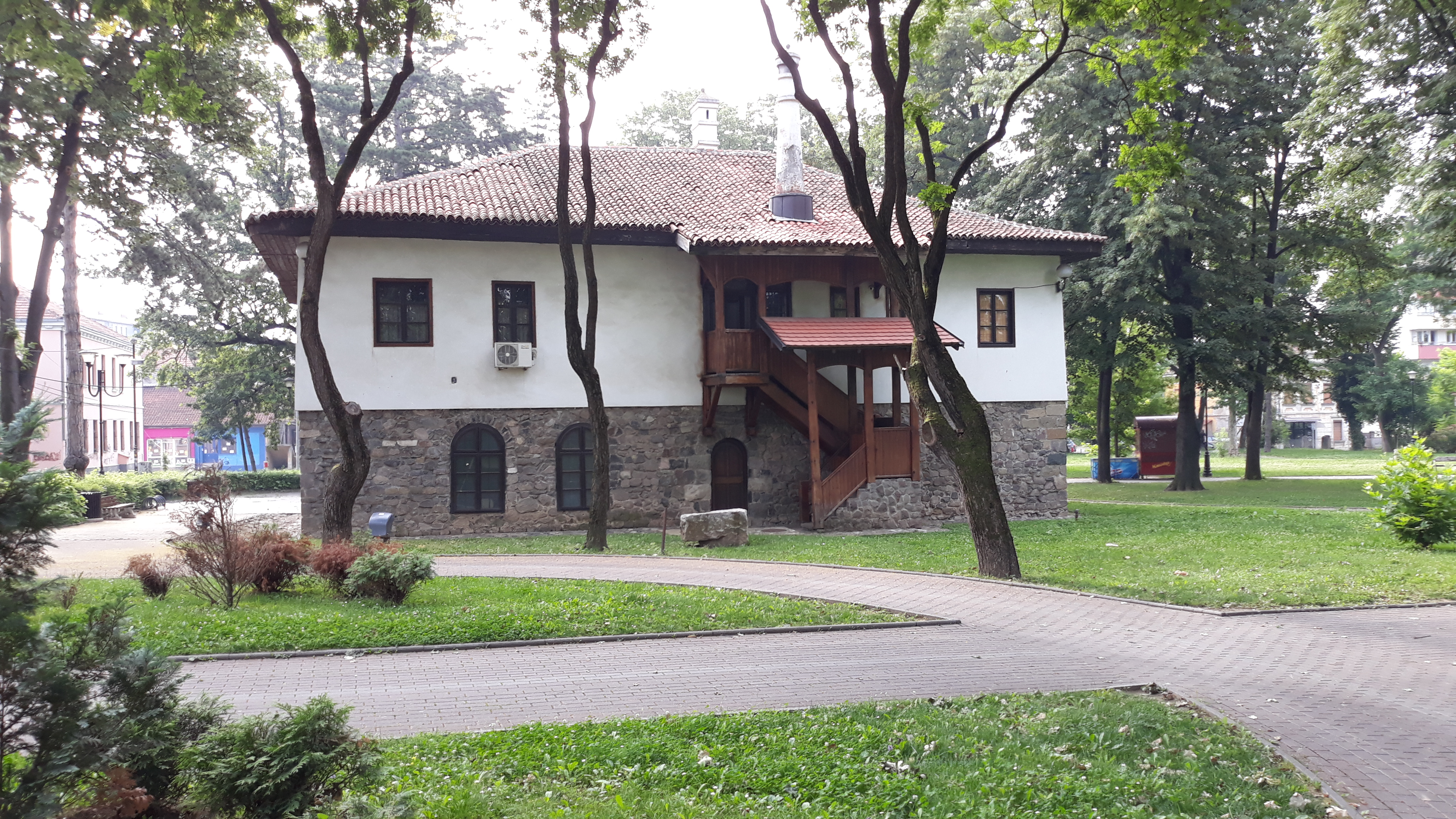
La façade arrière du konak.

## Affectation actuelle
Le konak Vasin abrite le Centre spirituel orthodoxe « Vladika Nikolaj Velimirović », ainsi nommé en l'honneur de Nikolaj Velimirović (1881-1956), qui a été évêque de l'éparchie de Žiča et qui y a vécu ; pendant la Seconde Guerre mondiale, Velimirović a été placé en résidence surveillée au monastère de Ljubostinja puis déporté au camp de concentration de Dachau avant de partir en exil aux États-Unis ; Nikolaj Velimirović a été canonisé sous le nom de saint Nicolas d'Ochrid.